# ニッキーフーズ
株式会社ニッキーフーズは、大阪府大阪市淀川区に本社を置く、日清食品グループの食品メーカー。日清食品冷凍の完全子会社。冷凍食品専門メーカーであり、一般市販品のほか業務用食品、親会社の日清食品冷凍ブランドの冷凍食品、日本生活協同組合連合会などのプライベートブランド商品を製造・販売する（#製品を参照）。

## 歴史
元は日清食品グループとは無関係な企業であり、1965年（昭和40年）5月に株式会社大阪ワンタン本舗として大阪府で会社設立。中華点心（餃子・焼売・ワンタンなど）の皮を主とした食材を製造していた。
1975年5月、大阪府大阪市西淀川区姫島に本社新社屋が竣工。1980年代には、1983年から1988年にかけて、大阪府泉佐野市に3つの工場を設置。1989年4月、現社名の株式会社ニッキーフーズへ商号変更した。
1992年1月には東京営業所を開設（2002年に東京支店へ昇格）、翌1993年11月には西淀川区佃に竣工した本社新社屋へ移転。さらに2002年6月には西淀川区千舟に竣工した新本社社屋へ移転した。
また1993年からは中華人民共和国に進出を開始し、現地との合弁会社を設立。以降もニッキーフーズ完全出資による中国現地法人を3社立ち上げ、中国で中華冷凍食品を製造開始。2005年からは製菓事業にも進出した。
2008年2月には、後述するグループ内の中国法人工場での冷凍食品農薬混入事件（詳細は「#中国産冷凍食品の農薬混入」節を参照）の影響で経営が悪化した。これが日清食品グループ入りの契機となる。
日清食品は、日本たばこ産業 (JT) とJTグループの加ト吉（現：テーブルマーク）を共同買収して冷凍食品事業の統合を予定していたが、2008年1月にJT子会社のジェイティフーズが輸入販売した中国製冷凍餃子への農薬混入事件が発覚したことから、JTとの冷凍食品事業統合計画を解消していた。
そのため日清食品は、加ト吉の代わりにニッキーフーズを買収することとし、2008年6月にニッキーフーズの創業家から同社の全株式を約18億円で買収し、日清食品の完全子会社とした。日清食品は、同社が製造販売する即席麺（カップ麺）の具材製造をニッキーフーズに委託して生産体制を効率化するとともに、ニッキーフーズが得意とする中華冷凍食品・総菜の品揃えを充実させ、冷凍食品部門の売上増強を図るとした。
2008年10月、日清食品が持株会社制に移行し日清食品ホールディングスが発足する際に、親会社が日清食品冷凍に変更された。
2012年3月には、本社も淀川区西中島の日清食品ホールディングス大阪本社ビル内へ移転した。
2010年代以降には、2010年7月に東京屋食品株式会社を吸収合併してニッキーフーズ富田林工場とし、製造拠点を泉佐野市と富田林市の2拠点化した。2018年3月には、東京支店を東京都千代田区岩本町へ移転した。2022年5月11日には公式ウェブサイトをリニューアルした。

## 事業所
- 本社：大阪府大阪市淀川区西中島4-1-1 日清食品ホールディングス大阪本社ビル5階[1]
- 東京支店：東京都千代田区岩本町3-5-8 岩本町シティプラザビル4階[1]
- 泉佐野工場：大阪府泉佐野市住吉町28-13[1]
- 富田林工場：大阪府富田林市中野町東2-5-39[1]（旧：東京屋食品株式会社[1]）

### 過去の関連会社
- 株式会社ニッキートレーディング
  - 本社：大阪市西淀川区千舟2丁目6番34号（ニッキーフーズ本社内）

中国法人で製造した製品の輸入業務を手掛けていた子会社。現存しない。

中国法人
- 天津仁木食品有限公司（ニッキーフーズと現地企業との合弁会社）
- 山東仁木食品有限公司 - 山東省諸城市密州路東首北側
- 清清仁木食品有限公司 - 山東省諸城市密州路東首北側
- 山東マリーシャン食品有限公司 - 山東省諸城市密州路東首北側

## 製品
以下はニッキーフーズブランドの製品。この他に親会社である日清食品冷凍の製品の製造を多数請け負う。

### 一般用製品

#### 冷凍点心
出典：公式サイト「商品情報（点心）」
- つるっとした水ぎょうざ
- 鹿児島産黒豚餃子
- 国産具材を使ったニラ饅頭
- スープワンタン
- 京都産九条ねぎ入り焼饅頭
- 繁盛厨房 海老入り蒸し春巻
- 繁盛厨房 プリッとえび餃子
- プリッとしたえび焼売
- 国産原料にこだわったお徳用春巻
- パリパリ米粉皮の海鮮春巻

#### 冷凍麺類
出典：公式サイト「商品情報（麺類）」

##### 冷凍パスタ
冷凍パスタはいずれも生協プライベートブランド。
- 有機トマトピューレを使ったナポリタン
- 有機トマトピューレを使ったクリーミーボロネーゼ
- Buono Pasta 醤油バター焼たらこ
- Buono Pasta 和風柚子醤油パスタ
- Buono Pasta 3種チーズの濃厚カルボナーラ

##### 冷凍ラーメン
- 佐野ラーメン
- 熊本ラーメン
- 信州味噌ラーメン
- 酸辣湯麺
- 国産野菜の塩ラーメン

##### 冷凍うどん
- わかめどっさりうどん
- 長崎五島風あごだしうどん
- 細打ち野菜あんかけうどん - 秋冬限定商品
- 大きめえび天の鍋焼うどん - 秋冬限定商品
- 味噌煮込みうどん（名古屋風赤味噌仕立て）- 秋冬限定商品

#### 冷凍惣菜・米飯等
出典：公式サイト「商品情報（その他）」
- コロちゃんコロッケ - 生協プライベートブランド
- レンジでコロちゃんコロッケ - 生協プライベートブランド
- みんなで!国産鶏のヤンニョムチキン
- カニグラタン（ポテトカップ入り）
- ライスバーガー（焼肉）
- ライスバーガー（ポーク生姜焼）
- 香ばしねぎと焦がし醤油の炒めチャーハン
- 4種のこんがり焼おむすび（しょうゆ・さけ・おかか・ちりめんじゃこ）
- だしが決め手のたこ焼（6個入、25個入）

### 業務用製品
出典：公式サイト「商品情報（業務用）」

#### 冷凍食品
- つるっとした水ぎょうざ（国産素材使用）
- 翡翠三角包み（蒸し餃子）
- 星包み（蒸し餃子）
- 蝦餃（ハーガオ）- エビ餃子
- ミニ焼きまん（九条ねぎ入り）- 点心
- プチ肉まん
- カレーサモサ - 春巻
- 越南網春巻（エビ）
- プチ鶏ちまき
- ジャンボサイズコロッケ
- チーズ入チヂミ

#### 菓子・製菓材料
- プチエッグタルト
- タルトカップ（5号・6号・7号）

#### 食材
- 網目状春巻皮 - 網目状に細切りした上で円形にした春巻の皮[9]

## 事件・不祥事

### ミスタードーナツの肉まんに無認可添加物混入
2002年、ミスタードーナツの「ミスター飲茶」で販売していた肉まんに、日本の食品衛生法で認可されていない食品添加物（酸化防止剤）のtert-ブチルヒドロキノン (TBHQ) が混入していたことが発覚したが、これはニッキーフーズの中国法人である山東仁木食品が製造し、子会社のニッキートレーディングが輸入した製品であった。
2000年12月、ミスタードーナツはTBHQが混入した肉まんの販売を日本全国で開始、ミスタードーナツを運営するダスキンの担当役員は、TBHQの混入を知りながら口止め料を払って肉まんの販売を続け、2001年に外部納入業者からの通報があったものの、2002年の厚生労働省による立ち入り検査までダスキンはこれを公表しなかった。ダスキンの隠蔽行為は社会問題となり、2002年に旧役員は引責で総退陣し、翌2003年からは日本国内製造品に切り替えた。さらにこの事件は株主代表訴訟に発展し、旧経営陣に対し106億円の損害賠償を求めて提訴され、2008年2月13日、旧経営陣ら13人に総額53億円の支払いを命じた2審判決が双方の上告棄却により確定した。そして同年2月20日付で、ダスキンはモスバーガーを運営するモスフードサービスと資本業務提携を締結した。
しかしこの事件では、ダスキンの隠蔽問題に注目が集まったことから、当該製品をニッキーフーズの中国法人が製造し、子会社のニッキートレーディングが輸入したことについては、大きく報道されることもなかった。

### 中国産冷凍食品の農薬混入
2008年1月から2月にかけて、ニッキーフーズグループの中国法人である山東仁木食品が製造した冷凍食品「青島ニラ肉焼まん」から有機リン系農薬のメタミドホスが検出され、また同社グループ会社の中国法人である清清仁木食品が製造した冷凍食品「レンジDEロールソースかつ アスパラ入り」から、有機リン系殺虫剤のホレートが残留農薬として検出されたことが判明した。ホレートはメタミドホスより毒性が強いとされ、日本では農薬として指定されたことはない。
これは2007年12月下旬から2008年1月にかけて発生した、天洋食品による中国製冷凍餃子中毒事件により、日本生活協同組合連合会で販売した中国産冷凍食品が農薬混入の被害を受けたことから、該当製品「レンジDEロールソースかつ アスパラ入り」を販売していたユーコープ事業連合（本部：神奈川県横浜市）の自主検査により判明したものである。これを受け、ユーコープ事業連合では商品を自主回収した。この件に対し、中国の国家品質監督検査検疫総局は、いずれもニッキーフーズの中国法人が製造した製品であることから「日本の単独出資企業の製品であり、日本側に監督責任がある」との声明を出した。
この時期には、中国製冷凍餃子中毒事件などにより中国産食品の安全性が社会問題となっていたことから、ニッキーフーズの社名も大きく報道され、同社は経営危機に陥った。その結果、加ト吉買収に失敗した日清食品がニッキーフーズを救済する形で創業家から株を買収し、これによりニッキーフーズは日清食品グループ入りするに至ったのである。

### 冷凍たこ焼きの異物混入
2022年7月5日、日清食品冷凍は同社ブランドの冷凍たこ焼きに、異物が混入していると消費者から指摘を受け、該当品がニッキーフーズ泉佐野工場で製造した商品であることが判明し、同工場の製造ラインを一時停止するとともに、商品を自主回収すると発表した。日清食品冷凍の調査によれば、異物はたこ焼きを焼く過程でプレートから剥離したアルミニウムの金属片であるとされた。回収の対象は、ニッキーフーズ泉佐野工場で製造された冷凍たこ焼き6種類（うち1種はユニーグループのプライベートブランド「スタイルワン (Style One) 」）のうち、賞味期限が2022年6月4日 - 2023年6月28日の全商品（製造日は2021年6月4日 - 2022年6月28日）。回収対象の冷凍たこ焼きは414万袋に及ぶが、商品が冷凍食品であることから、回収は購入者からの連絡を受けて担当者が直接行って商品を回収し、商品代金相当のQUOカードを後日送付するとした。

### 富田林工場での死亡事故
2023年12月1日、ニッキーフーズ富田林工場で、60歳の男性従業員が冷凍麺の原料を混合する機械を清掃中に、機械本体とフロントカバーの間に体が挟まれ、死亡する事故が発生した。付近にいた別の従業員が、男性が機械に挟まれたことに気づき、機械を緊急停止させ119番通報し、男性従業員は富田林市消防本部により病院へ救急搬送されたものの、後に死亡が確認された。ニッキーフーズおよび親会社の日清食品冷凍は、同年12月4日付でこの死亡事故についてお詫びのプレスリリースを出し、事故原因については富田林警察署と大阪労働局羽曳野労働基準監督署により調査を進めるとして、ニッキーフーズは調査に全面的に協力し原因究明と再発防止に全力で取り組むことを表明した。また日清食品冷凍も「グループ会社の労働安全管理をいっそう強化する」と表明した。